# Национални музеј Кореје
Национални музеј Кореје је водећи музеј корејске историје и уметности у Јужној Кореји. Од свог оснивања 1945. године, музеј је посвећен разним студијама и истраживачким активностима у областима археологије, историје и уметности, континуално развијајући разне изложбе и образовне програме.
Године 2012. пријављено је да је од пресељења у дистрикт Јунгсан 2005. године музеј привукао 20 милиона посетилаца, или преко 3 милиона годишње, што га чини једним од најпосећенијих музеја у свету и Азији и најпосећенијим у Јужној Кореји. У анкети од скоро 2.000 страних посетилаца, коју је спровела влада градске управе Сеула у новембру 2011. године, наведено је да је посета музеју једна од њихових омиљених активности у Сеулу. То је један од највећих музеја у Азији.

## Историја
Цар Санџонг основао је први корејски музеј, Империјални музеј домаћинства, 1909. године. Збирке Царског музеја домаћинства у и Генералног музеја јапанске владе којим су управљали током јапанске владавине у Кореји постале су језгро збирке Националног музеја, који је основан када је Јужна Кореја поново стекла независност 1945. године.
Током Корејског рата, 20.000 предмета музеја сигурно је премештено у Бусан како би се избегло уништавање. Када се музеј вратио у Сеул након рата, смештен је на две локације. 1972. године музеј се поново преселио у нову зграду на територији палате Џонгбокгонг. Музеј је поново премештен 1986. године у бившу зграду јапанске генералне владе, до рушења зграде 1995. године. У децембру 1996. године музеј је отворен за јавност привремено смештен у обновљеној Сали за социјално образовање, пре него што је званично поново отворен у својој великој новој згради у породичном парку Јунгсан у Сеулу 28. октобра 2005.
Музеј је смештен на некадашњем голф терену који је био део гарнизона Јунгсан, централне команде снага Сједињених Држава смештених у Кореји. Америчка војска је део земље 1992. године вратила корејској влади, која је потом постала Породични парк Јунгсан. Иако су планови за музеј унутар парка започели 1993. године, хелиодром је више пута одлагао његово отварање, и на крају је 2005. пресељен споразумом. Музеј у својој колекцији садржи преко 310 000 комада са око 15 000 предмета изложених у једном маху. Приказује реликвије и артефакте у шест сталних изложбених галерија као што су Галерија праисторије и античке историје, Галерија средњовековне и ране модерне историје, Галерија донација, Галерија калиграфије и сликарства, Азијска уметничка галерија и Галерија скулптура и заната. По површини је шести по величини музеј на свету, који сада покрива укупно 295,551 m2 (3.180 sq ft). Да би се заштитили артефакти у музеју, главна зграда је изграђена да издржи земљотрес јачине 6,0 степени Рихтерове скале. Витрине су опремљене платформама за апсорпцију удара. Ту је и увозни систем природног осветљења који користи сунчеву светлост уместо вештачког осветљења и специјално дизајнирани систем климатизације. Музеј је направљен од ватросталних материјала и има посебне изложбене сале, образовне објекте, дечји музеј, огромне изложбене просторе на отвореном, ресторане, кафиће и продавнице.

## Изглед
Музеј је подељен на три спрата. Симболично, лева страна музеја треба да представља прошлост, док десна страна музеја представља будућност. У приземљу се налазе паркови; вртови аутохтоних биљака; водопади и базени; и колекција пагода, ступа, фењера и стела (укључујући Национално благо Кореје бр. 2, Велико звоно Босингак, пример корејских звона из периода Чосон).

### Први спрат
На првом спрату је Галерија праисторије и древне историје, која садржи приближно 4.500 артефаката из доба палеолита до ере краљевства Силе, ископаних са локалитета широм Кореје. Од камених секира до луксузних древних краљевских украса, овде приказане реликвије показују дуго путовање раних досељеника на полуострву ка развоју њихове јединствене културе.

### Други спрат
На другом спрату налазе се Галерија за донације и Галерија за калиграфију и сликање, која садржи 890 уметничких дела која представљају традиционалне и религијске уметности Кореје. Галерија калиграфије и сликања подељена је у четири собе: Собу за сликање, Калиграфију, Будистичку собу за сликање и Сарангбанг (научни студио).
У галерији донација чува се 800 уметничких дела донираних из приватних колекција колекционара. Галерија је подељена на једанаест соба.

### Трећи спрат
На трећем спрату налази се Галерија скулптура и заната са 630 комада који представљају корејску будистичку скулптуру и занатство. 
Такође се на трећем спрату налази Галерија азијских уметности која садржи 970 дела која истражују сличности и разлике азијске уметности и укрштање азијске и западњачке уметности путем Пута свиле. Пет соба су Индијска и Југоазијска уметничка соба, Централно-азијска уметничка соба, Кинеска уметничка соба,  подморске реликвије Синана и Јапанска уметничка соба.

## Збирка

### Златна круна, Национално благо Кореје бр. 191
Златна круна из петог века краљевства Сила ископана је у гробници у Џонгцу. Више украса, укључујући украс од сребрног појаса с натписом (보인 대) („Госпођин појас“), пронађено је у северној гробници него у јужној, што сугерише да је северна гробница женска. Златна круна одражава власникову политичку и друштвену класу.

### Замишљени Бодисатва (Маитреја од позлаћене бронзе у медитацији) (Национално благо бр. 83)
Овај Бодисатва, с почетка седмог века, седи с једном ногом преко друге, изгубљен у мислима, са прстима на образима. Поза је изведена из Будине позе који размишља о животу људи. Ова статуа носи равну круну која се назива „Круна три планине“ или „Круна Лотуса“. Торзо је го, краси га једноставна огрлица. Невероватне су сличности са дрвеним Замишљеним Бодисатвом у храму Кориуји у Кјоту у Јапану, за коју се верује да ју је нашао монах Силе. Бероватно је ова статуа створена у доба Силе. Међутим, добро уравнотежен облик и елегантна и префињена израда типични су за период Баекјеа.

### Кадионица, Национално благо Кореје бр. 95
Ова кадионица из дванаестог века представља једну од најквалитетнијих кадионица. Састоји се од поклопца (са централном рупом за испуштање тамјана), горионика и носача. Изнад рупе за тамјан налази се закривљена копча да помогне ослобађању мириса.

### Десетоспратна пагода из храмаGyeongcheonsa, Национално благо Кореје бр. 86
„Пагода од десет спратова“ (경천사 십층 석탑, 敬 天 寺 十 層 石塔) првобитно је подигнута у манастиру Gyeongcheonsa у четвртој години (1348) краља Чунгмока. Јапански судски званичник га је 1907. илегално прокријумчарио у Јапан, али је враћен 1918. године по налогу британских и америчких новинара Е. Бетела и Х. Халберта. 1960. враћен је у палату Gyoengbokgung, али показала се тешком за чување због киселих киша и временских услова. Поново је демонтирана 1995. године, да би била смештена у Националном музеју Кореје када је музеј поново отворен 2005. године.

### Албум слика Данвона, Благо Кореје бр. 527
Сликар из осамнаестог века Ким Хонг-до, познат и као Данвон, познат је по својим шаљивим и искреним сликама живота обичних људи. Овај албум састоји се од двадесет и пет слика, од којих се свака фокусира на фигуре без позадинских карактеристика. Кимове слике делују недоречено, а ипак показују изражајне потезе четком и уравнотежену композицију. Претпоставља се да је овај стил настао у Кимовим касним 30-има, албум је довршен када је имао око 40 година.

### Oegyujanggak Uigwe
Gyujanggak је била краљевска библиотека основана у палати престонице Changdeokgung по налогу краља 1776. године. Временом се библиотека такође развила у истраживачку институцију коју финансира држава. 1782. године на острву Гангва успостављен је анекс краљевске библиотеке под називом Oegyujanggak како би се систематски и сигурније сачували важни документи повезани са краљевском породицом него што је то могуће у главном граду. Ту су се налазиле копије списа, калиграфије и цртежа бивших краљева, као и краљевски родослови и други предмети. Као такав био је спремиште културе краљевске породице. Обухвата записе о припремама за државне догађаје и церемоније у којима учествују кључни чланови краљевске породице. Текст детаљно објашњава сваки поступак, а поткрепљен је илустрацијама детаљно ручно нацртаним. Они су послужили као референце за касније генерације које су организовале сличне церемоније или догађаје. Они чувају кључне елементе конфуцијанске културе, која је поштовала ритуал и пристојност. Ова дела такође показују владајућу филозофију и системе по којима се водила држава. Њихова историјска и културна вредност препозната је глобално, пошто су „Краљевски протоколи династије Џосон“* уписани у УНЕСКО-ов регистар Сећање на свет 2007. године. Двеста деведесет и седам томова Протокола који су опљачкани 1866. године током француске кампање против Кореје чувано је у Националној библиотеци Француске. Вратили су их у априлу и јуну 2011. у четири одвојене рате. Посебна изложба, Повратак Oegyujanggak Uigwe из Француске: Записи о државним обредима из династије Џосон, одржана је од 19. јула до 18. септембра 2011. У јуну 2011, пре изложбе, музеј је представио медијима пет примерака записа, заједно са свиленим корицама других томова.